# Élections législatives de 1877 dans l'Aude
Les élections législatives de 1877 ont eu lieu les 14 octobre et 28 octobre 1877.

## Députés élus
|   | Circonscription | Député sortant   |  | Groupe parlementaire | Député élu        |  | Groupe parlementaire   |
| - | --------------- | ---------------- |  | -------------------- | ----------------- |  | ---------------------- |
| 1 | Carcassonne     | Théophile Marcou |  | Union républicaine   | Théophile Marcou  |  | Extrême gauche         |
| 2 | Castelnaudary   | Eugène Mir       |  | Gauche républicaine  | Charles de Lordat |  | Droite                 |
| 3 | Limoux          | François Rougé   |  | Gauche républicaine  | Jean Détours      |  | Centre constitutionnel |
| 4 | Narbonne        | Léon Bonnel      |  | Gauche républicaine  | Léon Bonnel       |  | Gauche républicaine    |

## Résultats à l'échelle du département
| Partis         | Partis                      | Premier tour | Premier tour | Sièges |
| Partis         | Partis                      | Voix         | %            | Sièges |
| -------------- | --------------------------- | ------------ | ------------ | ------ |
|                | Républicains modérés        | 25 774       | 34,57        | 1      |
|                | Bonapartistes               | 20 514       | 27,51        | 0      |
|                | Républicains intransigeants | 12 720       | 17,06        | 1      |
|                | Orléanistes                 | 8 515        | 11,42        | 1      |
|                | Légitimistes                | 6 891        | 9,24         | 1      |
|                | Divers                      | 143          | 0,19         | 0      |
|                |                             |              |              |        |
| Inscrits       | Inscrits                    | 90 186       | 100,00       | 4      |
| Votants        | Votants                     | 74 926       | 83,08        |        |
| Abstentions    | Abstentions                 | 15 260       | 16,92        |        |
| Blancs et nuls | Blancs et nuls              | 369          | 0,49         |        |
| Exprimés       | Exprimés                    | 74 557       | 99,51        |        |

## Résultats par arrondissement

### Arrondissement de Carcassonne
| Candidats      | Candidats        | Étiquette                 | Premier tour | Premier tour |
| Candidats      | Candidats        | Étiquette                 | Voix         | %            |
| -------------- | ---------------- | ------------------------- | ------------ | ------------ |
|                | Théophile Marcou | Républicain intransigeant | 12 720       | 53,55        |
|                | Airolles         | Bonapartiste              | 10 960       | 46,14        |
|                | Divers           | Divers                    | 72           | 0,30         |
|                |                  |                           |              |              |
| Inscrits       | Inscrits         | Inscrits                  | 29 792       | 100,00       |
| Votants        | Votants          | Votants                   | 23 887       | 80,18        |
| Abstention     | Abstention       | Abstention                | 5 905        | 19,82        |
| Blancs et nuls | Blancs et nuls   | Blancs et nuls            | 135          | 0,57         |
| Exprimés       | Exprimés         | Exprimés                  | 23 752       | 99,43        |

### Arrondissement de Castelnaudary
| Candidats      | Candidats         | Étiquette          | Premier tour | Premier tour |
| Candidats      | Candidats         | Étiquette          | Voix         | %            |
| -------------- | ----------------- | ------------------ | ------------ | ------------ |
|                | Charles de Lordat | Légitimiste        | 6 891        | 54,79        |
|                | Eugène Mir        | Républicain modéré | 5 685        | 45,21        |
|                |                   |                    |              |              |
| Inscrits       | Inscrits          | Inscrits           | 14 588       | 100,00       |
| Votants        | Votants           | Votants            | 12 643       | 86,67        |
| Abstention     | Abstention        | Abstention         | 1 943        | 13,33        |
| Blancs et nuls | Blancs et nuls    | Blancs et nuls     | 67           | 0,53         |
| Exprimés       | Exprimés          | Exprimés           | 12 576       | 99,47        |

L'élection est invalidée par la Chambre le 12 mars 1878. Une élection partielle a lieu.

### Arrondissement de Limoux
| Candidats      | Candidats      | Étiquette          | Premier tour | Premier tour |
| Candidats      | Candidats      | Étiquette          | Voix         | %            |
| -------------- | -------------- | ------------------ | ------------ | ------------ |
|                | Jean Détours   | Orléaniste         | 8 515        | 52,64        |
|                | François Rougé | Républicain modéré | 7 660        | 47,36        |
|                |                |                    |              |              |
| Inscrits       | Inscrits       | Inscrits           | 19 495       | 100,00       |
| Votants        | Votants        | Votants            | 16 236       | 83,28        |
| Abstention     | Abstention     | Abstention         | 3 259        | 16,72        |
| Blancs et nuls | Blancs et nuls | Blancs et nuls     | 61           | 0,38         |
| Exprimés       | Exprimés       | Exprimés           | 16 175       | 99,62        |

L'élection est invalidée par la Chambre le 22 janvier 1878. Une élection partielle a lieu le 3 mars 1878.

### Arrondissement de Narbonne
| Candidats      | Candidats       | Étiquette          | Premier tour | Premier tour |
| Candidats      | Candidats       | Étiquette          | Voix         | %            |
| -------------- | --------------- | ------------------ | ------------ | ------------ |
|                | Léon Bonnel     | Républicain modéré | 12 429       | 56,36        |
|                | Eugène Peyrusse | Bonapartiste       | 9 554        | 43,32        |
|                | Divers          | Divers             | 71           | 0,32         |
|                |                 |                    |              |              |
| Inscrits       | Inscrits        | Inscrits           | 26 311       | 100,00       |
| Votants        | Votants         | Votants            | 22 160       | 84,22        |
| Abstention     | Abstention      | Abstention         | 4 151        | 15,78        |
| Blancs et nuls | Blancs et nuls  | Blancs et nuls     | 106          | 0,48         |
| Exprimés       | Exprimés        | Exprimés           | 22 054       | 99,52        |